# アート・ジマーソン
アート・ジマーソン（Art Jimmerson、1963年8月4日 - 2024年5月8日）は、アメリカ合衆国の男性プロボクサー。ミズーリ州セントルイス出身。

## 来歴
1985年4月25日、プロボクシングデビュー。
1989年3月1日、後のWBC世界ライトヘビー級王者ジェフ・ハーディングと対戦し、0-3の大差判定負け。
1989年10月26日、元WBC世界ライトヘビー級王者デニス・アンドリュースと対戦し、0-3の大差判定負け。
1990年4月29日、NABF北米ライトヘビー級王座に挑戦するも、3回TKO負け。
1993年11月12日、コロラド州デンバーで開催された総合格闘技大会UFC 1に出場し、1回戦でホイス・グレイシーと対戦。左手のみにグローブを着用し、右手はバンデージを巻いただけの素手のまま試合に臨んだが、試合開始直後にテイクダウンされ、マウントポジションを取られた状態でタップアウトした。
1994年1月9日、WBA世界クルーザー級王者オーリン・ノリスとノンタイトルマッチで対戦し、3回TKO負け。
1995年6月17日、NABF北米クルーザー級王座決定戦に出場するも、11回反則負け。
1997年12月6日、ワシリー・ジロフと対戦し、2回TKO負け。
1999年1月9日、アーサー・ウィリアムスと対戦し、1回KO負け。
2002年11月23日の試合を最後に引退。
2024年5月8日に死去。60歳没。

## 戦績

### 総合格闘技
| 総合格闘技 戦績 | 総合格闘技 戦績 | 総合格闘技 戦績 | 総合格闘技 戦績 | 総合格闘技 戦績 | 総合格闘技 戦績 | 総合格闘技 戦績 |
| --------------- | --------------- | --------------- | --------------- | --------------- | --------------- | --------------- |
| 1 試合          | (T)KO           | 一本            | 判定            | その他          | 引き分け        | 無効試合        |
| 0 勝            | 0               | 0               | 0               | 0               | 0               | 0               |
| 1 敗            | 0               | 1               | 0               | 0               | 0               | 0               |

| 勝敗 | 対戦相手           | 試合結果           | 大会名                         | 開催年月日     |
| ×    | ホイス・グレイシー | 1R 2:11 ギブアップ | UFC 1: The Beginning 【1回戦】 | 1993年11月12日 |